# 135 (liczba)
135 (sto trzydzieści pięć) – liczba naturalna następująca po 134 i poprzedzająca 136.

## W matematyce
- 135 jest liczbą Harshada[1]
- 135 jest liczbą szczęśliwą[2]
- 135 = 11 + 32 + 53 (istnieją jeszcze trzy liczby o takiej własności 175, 518) oraz 598
- 135 jest palindromem liczbowym, czyli może być czytana w obu kierunkach, w pozycyjnym systemie liczbowym o bazie 6 (343) oraz bazie 7 (252)
- 135 należy do dziesięciu trójek pitagorejskich (72, 135, 153), (84, 135, 159), (135, 180, 225), (135, 324, 351), (135, 352, 377), (135, 600, 615), (135, 1008, 1017), (135, 1820, 1825), (135, 3036 3039), (135, 9112, 9113).

## W nauce
- liczba atomowa untripentium (niezsyntetyzowany pierwiastek chemiczny)
- galaktyka NGC 135
- planetoida (135) Hertha
- kometa krótkookresowa 135P/Shoemaker-Levy

## W kalendarzu
135. dniem w roku jest 15 maja (w latach przestępnych jest to 14 maja). Zobacz też co wydarzyło się w roku 135, oraz w roku 135 p.n.e.